# 대나 이브랜드
대나 제임스 이브랜드(영어: Dana James Eveland, 1983년 10월 29일 ~ )는 미국의 야구 선수이자 전 메이저 리그 탬파베이 레이스의 투수이다.